# Eusthenopteron
Eusthenopteron je rod dávno vyhynulého devonského nozdratého obratlovce, dříve označovaného za možného předchůdce suchozemských čtvernožců. Patří k známým představitelům tzv. "evolučních článků" ve vývoji prvních suchozemských čtvernožců.

## Popis
Zatímco u raných rekonstrukcí býval zobrazován jako lalokoploutvá ryba vynořující se z vody na souš, dnes se vědci domnívají, že šlo o čistě vodního tvora, který na souši vůbec nepobýval. Byl vědecky popsán roku 1881 Josephem F. Whiteavesem podle množství fosilních jedinců objevených na lokalitách v kanadské provincii Quebec. Tento rybovitý obratlovec měl množství anatomických znaků společných s nejstaršími tetrapody ("praobojživelníky") a dosahoval délky až kolem 1,8 metru. Nejspíš se jednalo o dravce, který lovil kořist (malé vodní obratlovce) ve vodním prostředí za pomoci svých ostrých zoubků, které lemovaly jeho čelisti. V současnosti jsou rozeznávány dva druhy tohoto rodu, E. foordi a E. savesoderberghi.

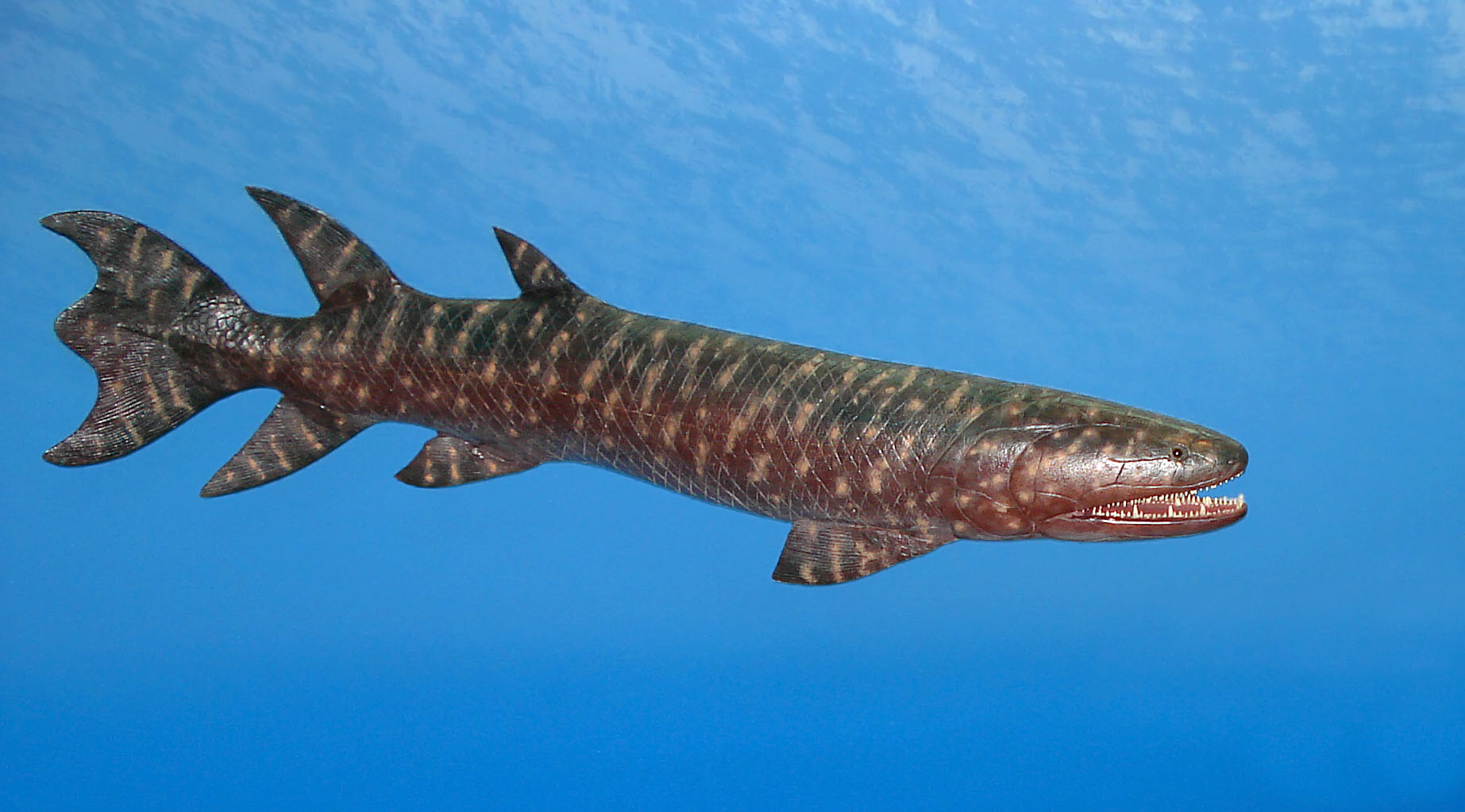
Model eustenopterona.

## Nový druh
V roce 2018 byl ze svrchního devonu kanadského Ellesmere Island (Nunavut) popsán nový druh tohoto rodu, pojmenovaný E. jenkinsi.